# Роґайни (Ельблонзький повіт)
Роґайни (пол. Rogajny, нім. Rogehnen) — село в Польщі, у гміні Пасленк Ельблонзького повіту Вармінсько-Мазурського воєводства.
Населення — 425 осіб (2011).
У 1975-1998 роках село належало до Ельблонзького воєводства.

## Демографія
Демографічна структура станом на 31 березня 2011 року:
|          | Загалом | Допрацездатний вік | Працездатний вік | Постпрацездатний вік |
| -------- | ------- | ------------------ | ---------------- | -------------------- |
| Чоловіки | 217     | 56                 | 149              | 12                   |
| Жінки    | 208     | 44                 | 124              | 40                   |
| Разом    | 425     | 100                | 273              | 52                   |